# Signochrysa signatipennis
Signochrysa signatipennis är en insektsart som först beskrevs av Banks 1910.  Signochrysa signatipennis ingår i släktet Signochrysa och familjen guldögonsländor. Inga underarter finns listade i Catalogue of Life.